# Jardin botanique de Nice
 (décembre 2024).
Si vous disposez d'ouvrages ou d'articles de référence ou si vous connaissez des sites web de qualité traitant du thème abordé ici, merci de compléter l'article en donnant les références utiles à sa vérifiabilité et en les liant à la section « Notes et références ».
Le Jardin botanique de Nice est un jardin botanique situé sur les hauteurs de Nice ouest. Il se compose d'un riche panorama de plantes méditerranéennes.

## Localisation

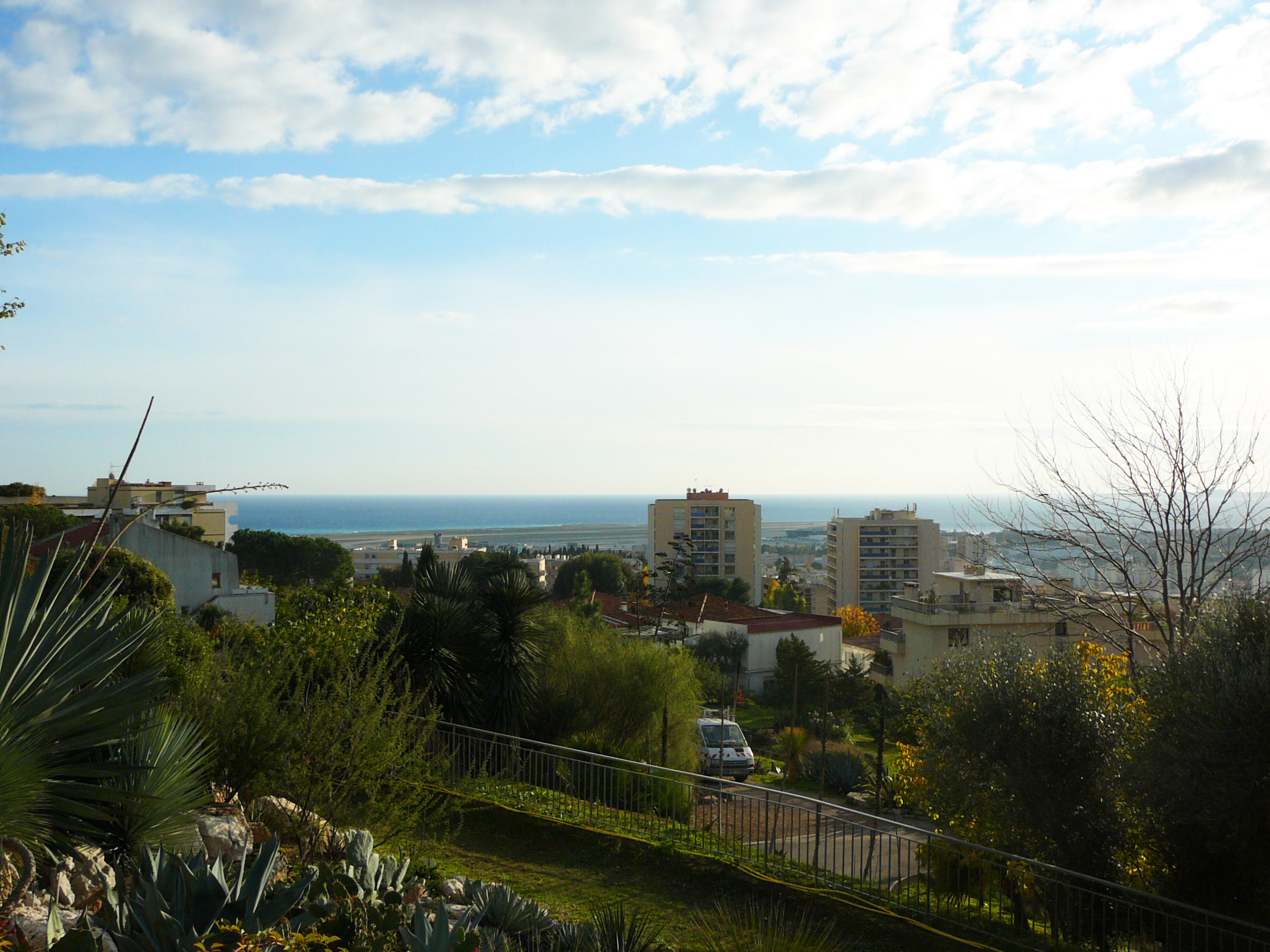
La mer et l'aéroport de Nice-Côte d'Azur vus depuis le jardin.

Il se situe sur les hauteurs de Nice, avec une vue dégagée sur la mer, le massif de l'Estérel et l'embouchure du Var. L'entrée est bordée par la Corniche fleurie.

## Histoire
La création du jardin est particulièrement récente par rapport à la plupart des jardins botaniques en France. En 1979, une collection de végétaux a été créée par la division botanique du service des espaces verts, dirigée par Gabriel Alziar, en vue de la création d'un jardin botanique à Nice. C'est en mai 1983 que les premières plantations commencent à partir d’une collection de cent espèces détenues par le muséum d'histoire naturelle de Nice. Le jardin ouvrit au public en 1991, car l’aménagement du parc est étroitement lié au rythme de croissance des plantes toutes issues de graines. Actuellement (2008) de nombreuses zones du jardin continuent à être façonnées avec l'ajout de nouvelles espèces, pour offrir un panorama à la fois varié et esthétique. Une zone récemment travaillée accueillera prochainement une collection de plantes d'Afrique du Nord.

## Collection

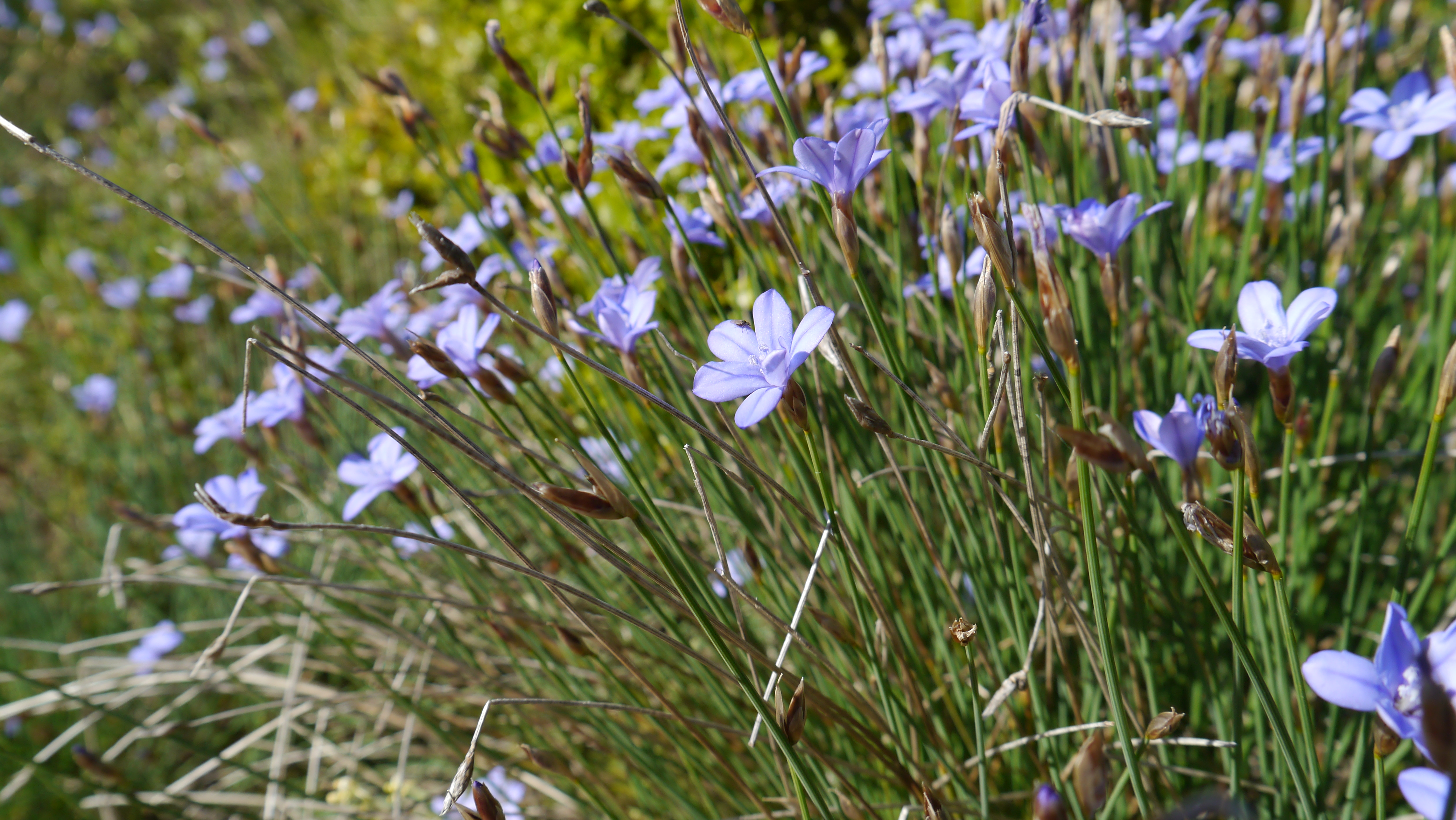
Aphyllanthes monspeliensis est l'une des nombreuses plantes du jardin, originaires du sud de la France.

Le jardin accueille principalement des plantes méditerranéennes. Il compte plus de 3 500 espèces sur 3,5 hectares. La flore méditerranéenne présente près de 15 000 espèces uniquement dans le bassin méditerranéen et plus de 30 000 espèces à travers le monde. Les zones principales sont le Bassin méditerranéen-Macaronésie, le Chili, la Californie, le Mexique, l'Afrique du Sud et l'Australie.
La collection du jardin botanique est, en particulier, spécialisées dans les genres Agave et Salvia et bénéficie à ce titre de l'agrément du Conservatoire des collections végétales spécialisées.
Le jardin se divise en huit zones, elles-mêmes divisées en quarante jardins. Une tonnelle abrite une collection de plantes grimpantes dont un Jasminum azoricum devenu rare aux Açores dont il est issu, un Semele androgyna dont les cladodes lui donnent un aspect très original. Des terrasses sont aménagées pour offrir une promenade aux visiteurs et un biotope proche de celui d'origine aux plantes. Une zone ethnobotanique rassemble des plantes aromatiques et médicinales. La zone des montagnes méditerranéennes françaises présente les espèces locales comme la Lavandula latifolia ou lavande à large feuilles, le Calicotome spinosa ou cytise épineux, le Spartium junceum ou spartier à tiges de jonc, Euphorbia spinosa ou euphorbe épineuse, l'aphyllanthe de Montpellier et la Salvia lavandulifolia, endémique dans le sud-est de la France.

## Galerie

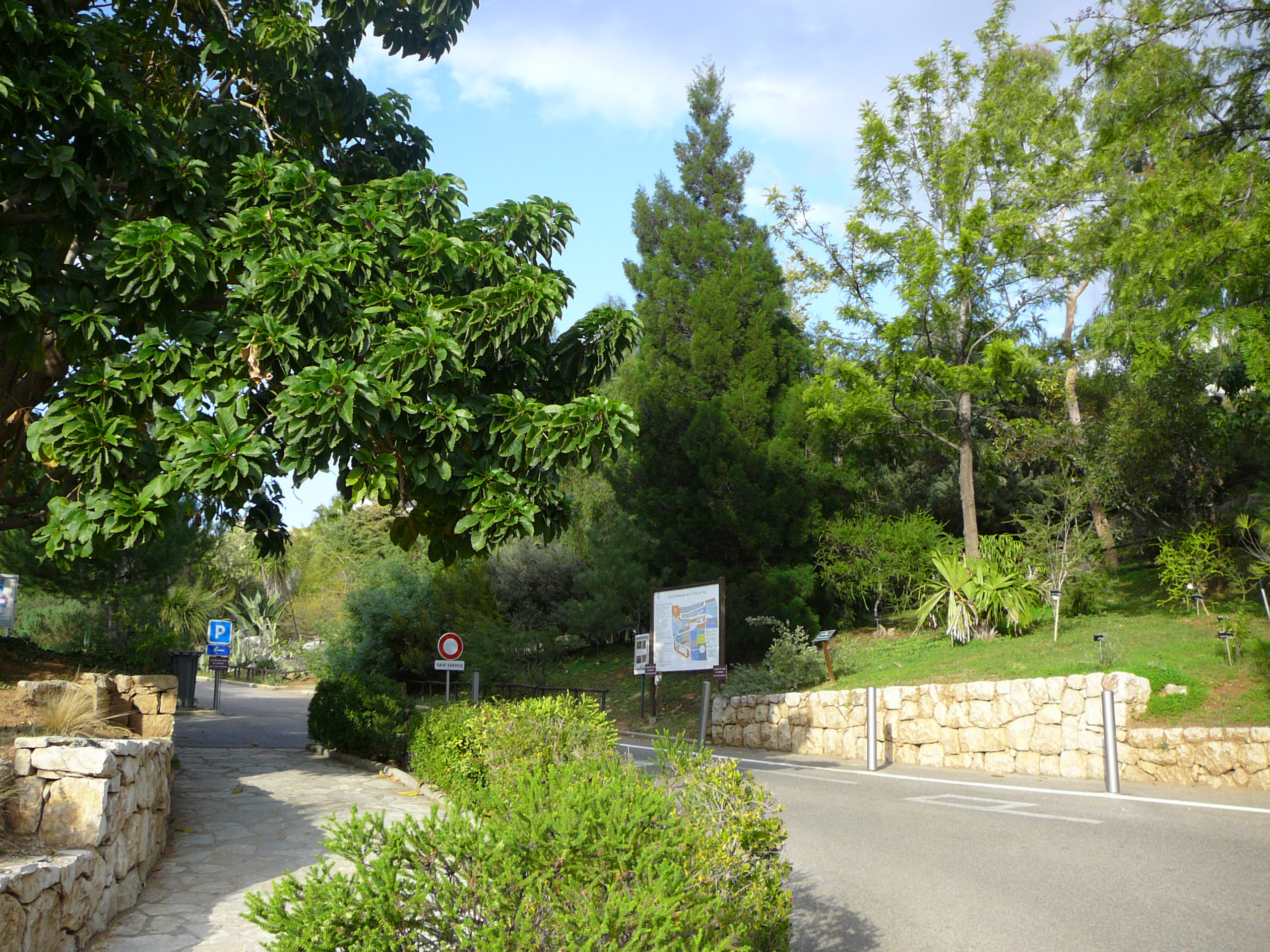
Entrée.
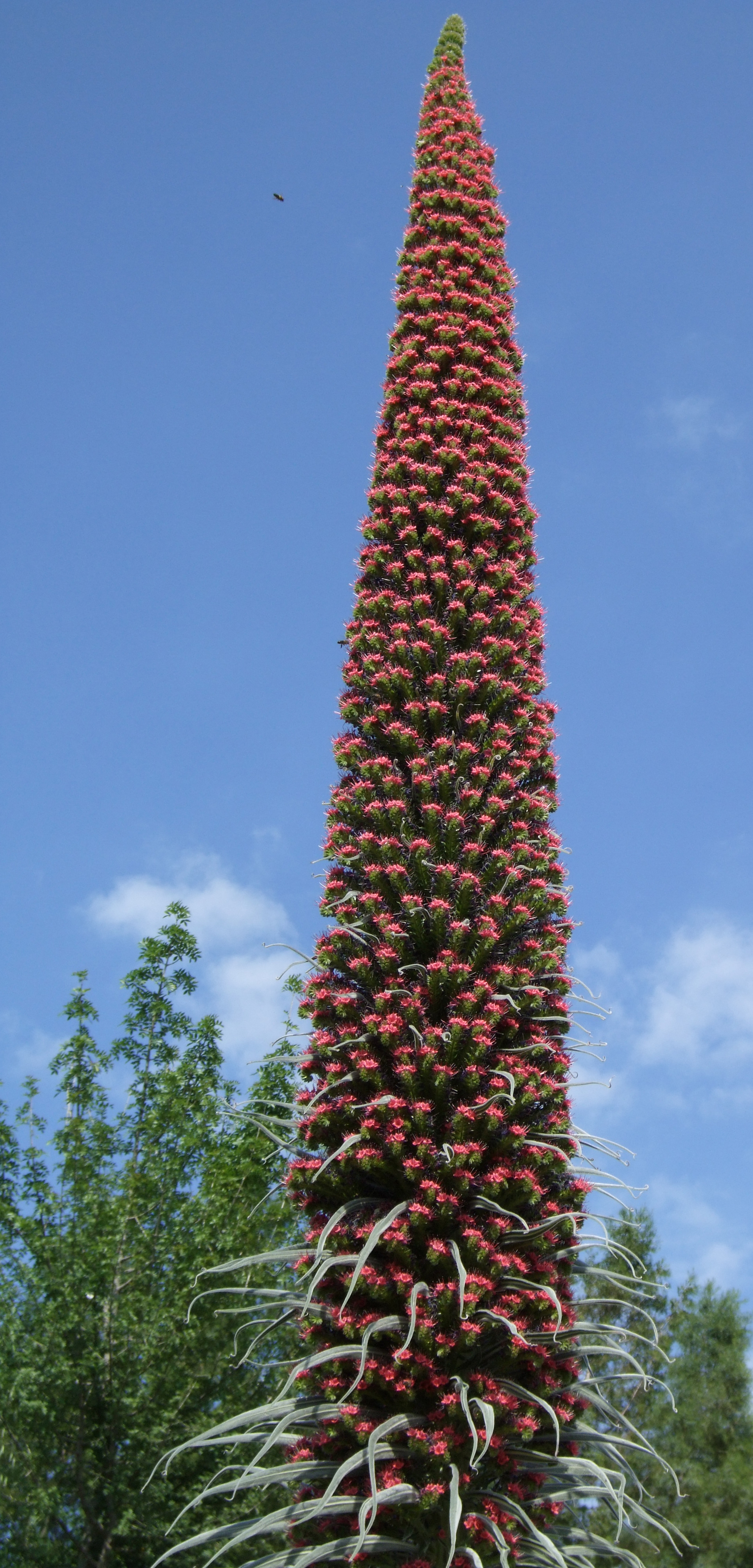
Echium wildpretii, îles Canaries.
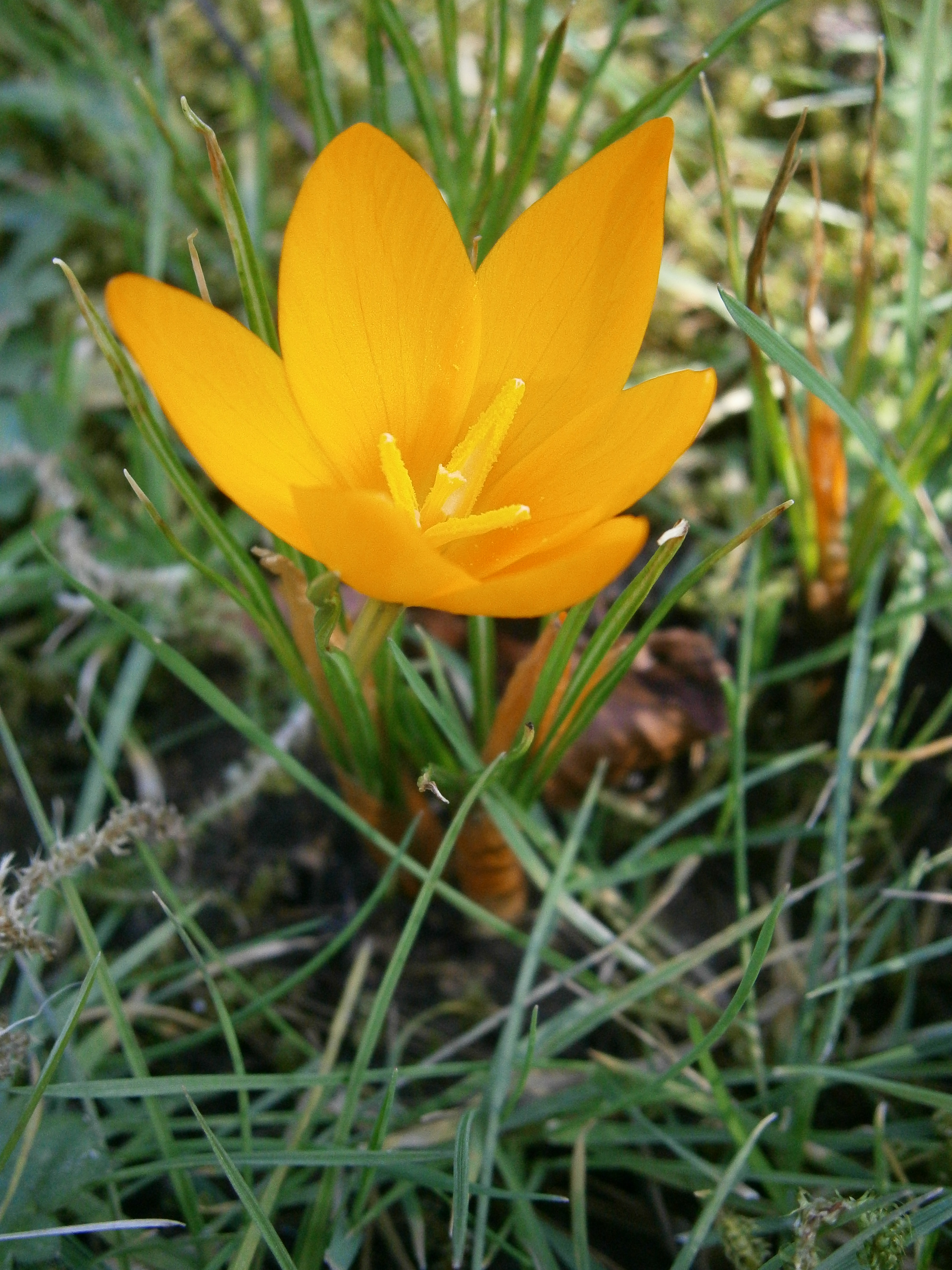
Crocus flavus, Balkans et Turquie.
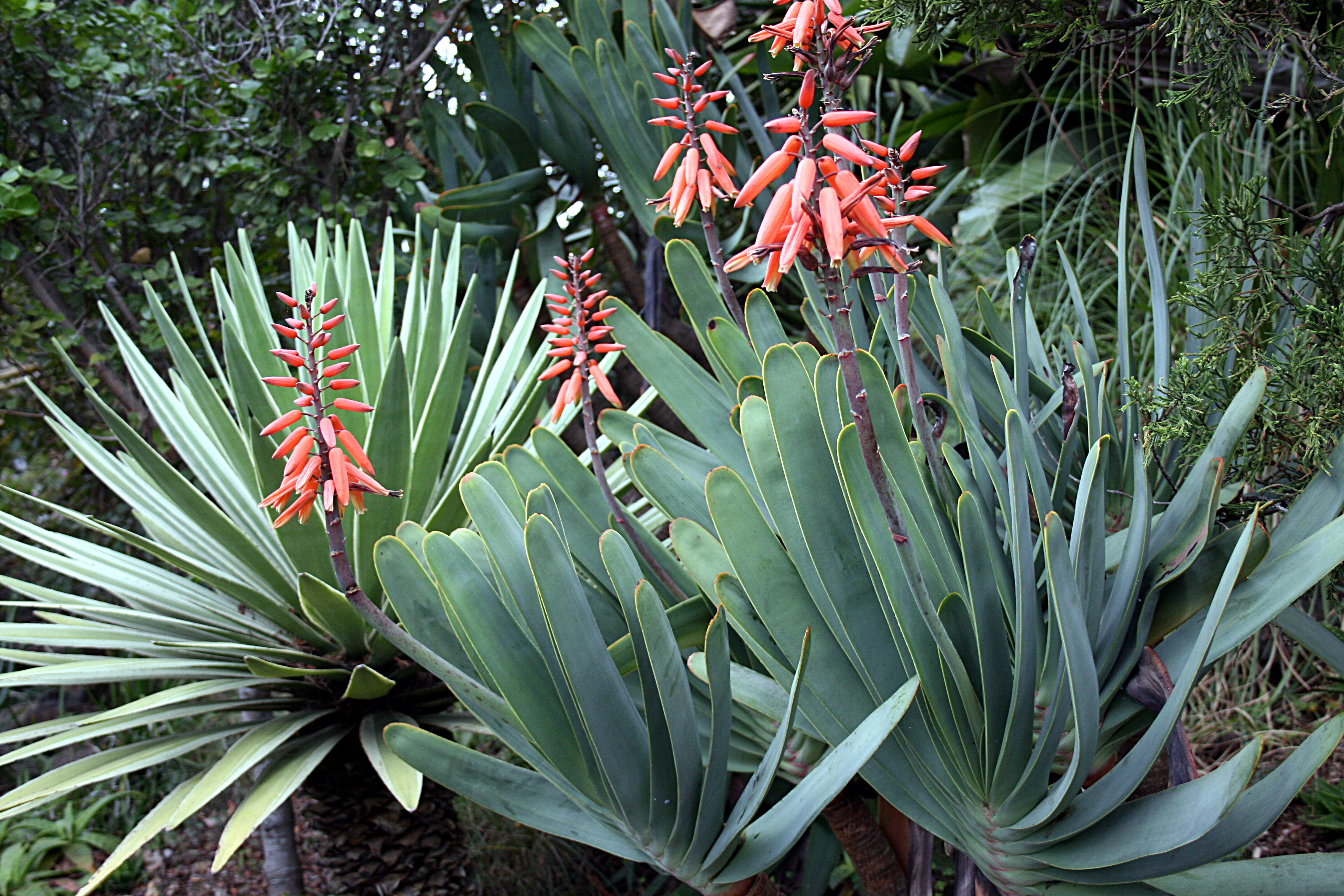
Aloe plicatilis, Afrique du Sud.
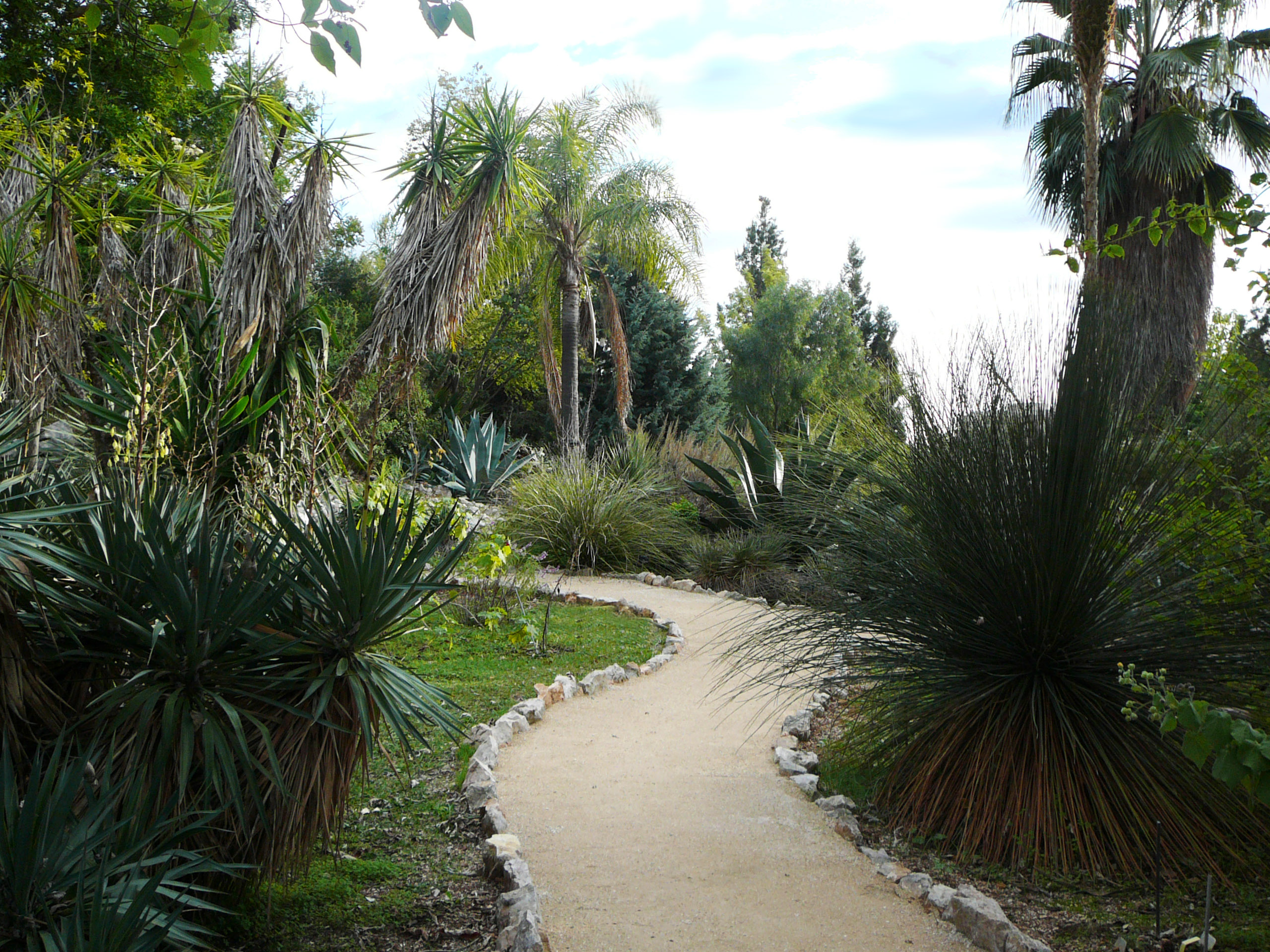
Collections de palmiers et de Xanthorrhoea.
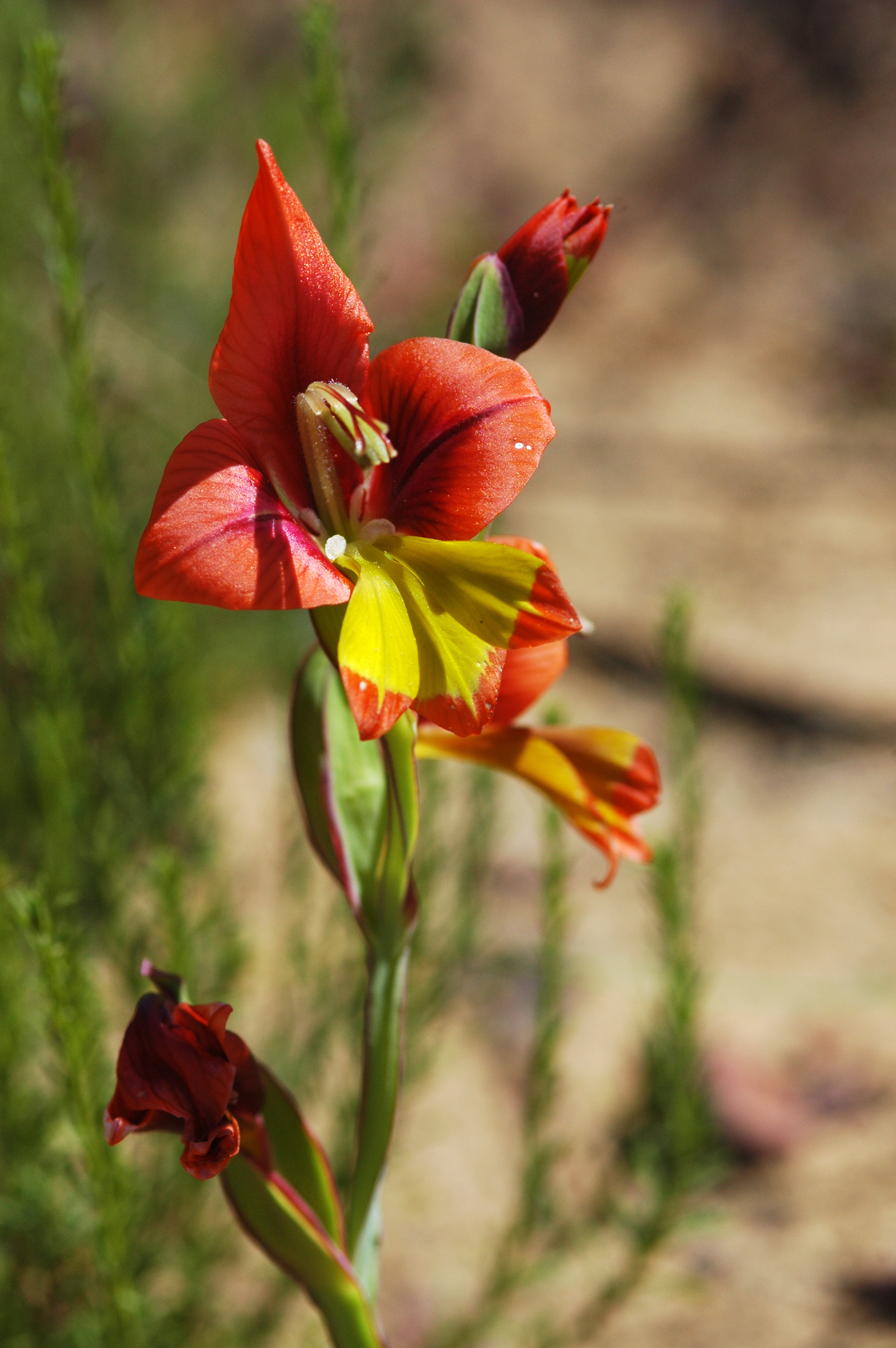
Gladiolus alatus, Afrique du Sud.
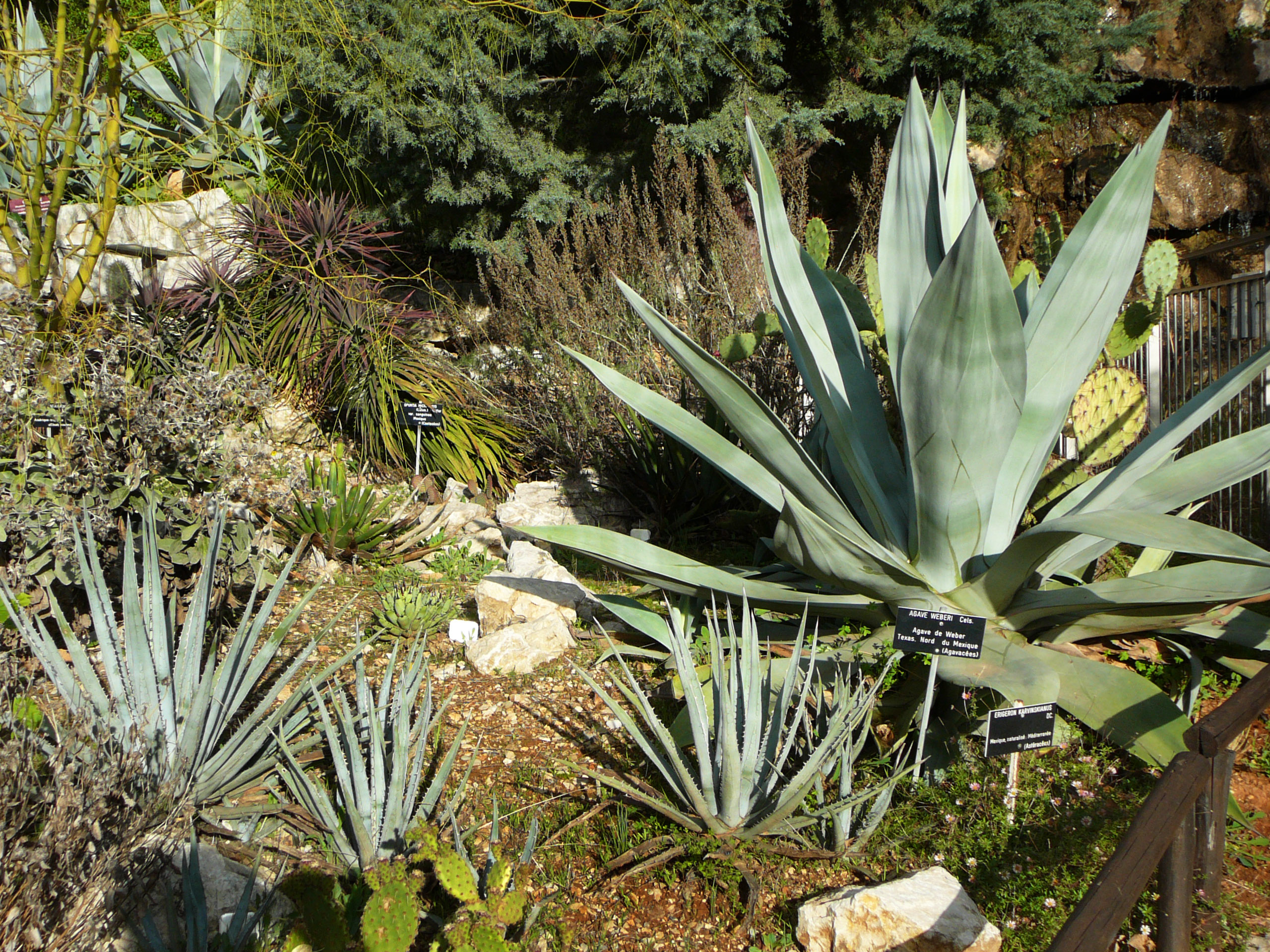
Agaves.
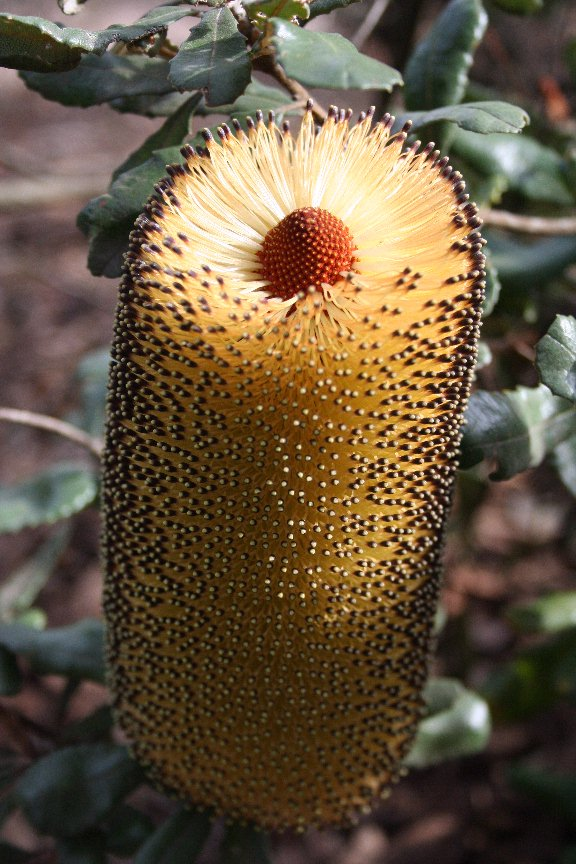
Banksia media, Australie occidentale.
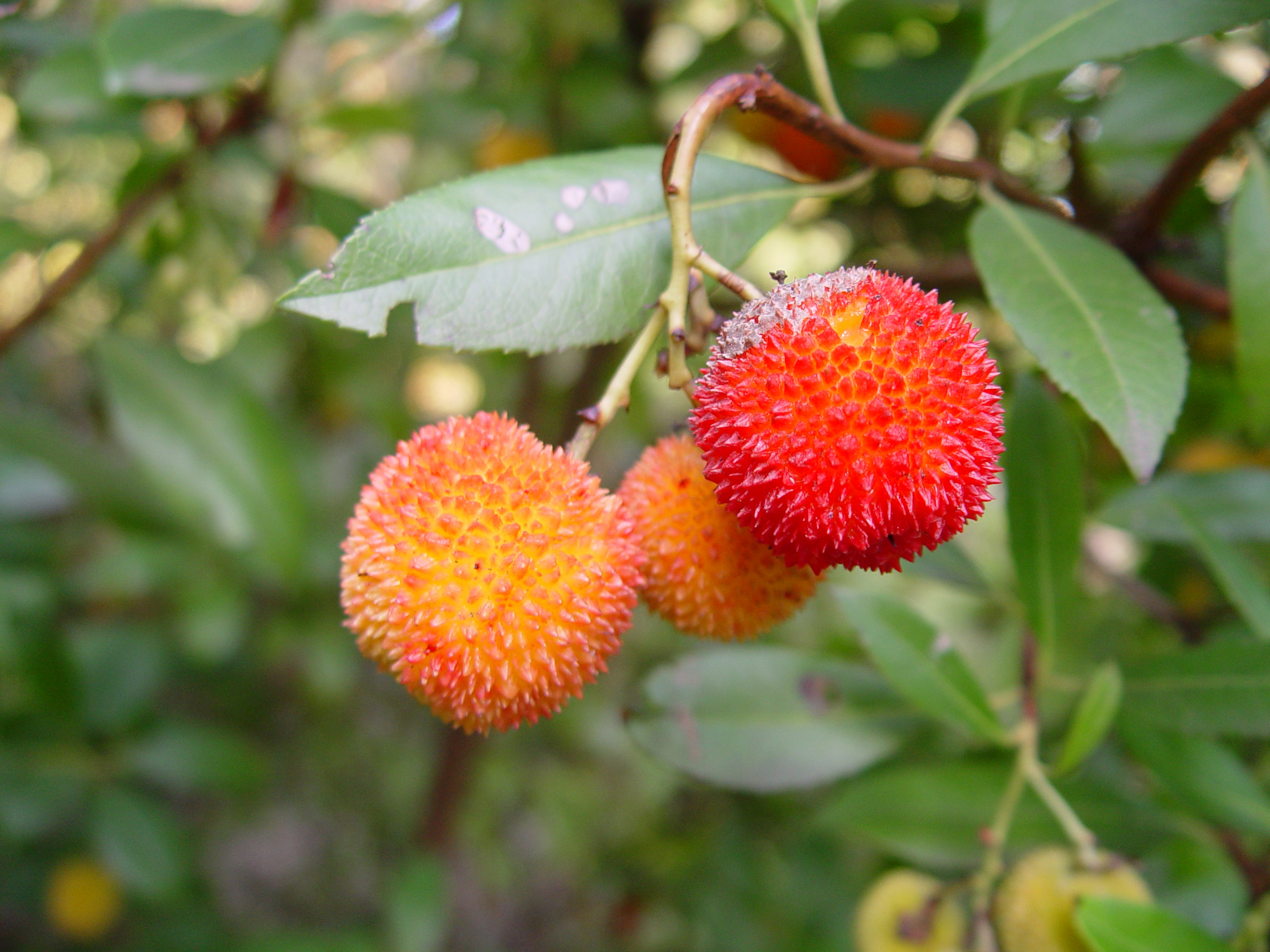
Arbousier (Arbutus unedo), Bassin méditerranéen.
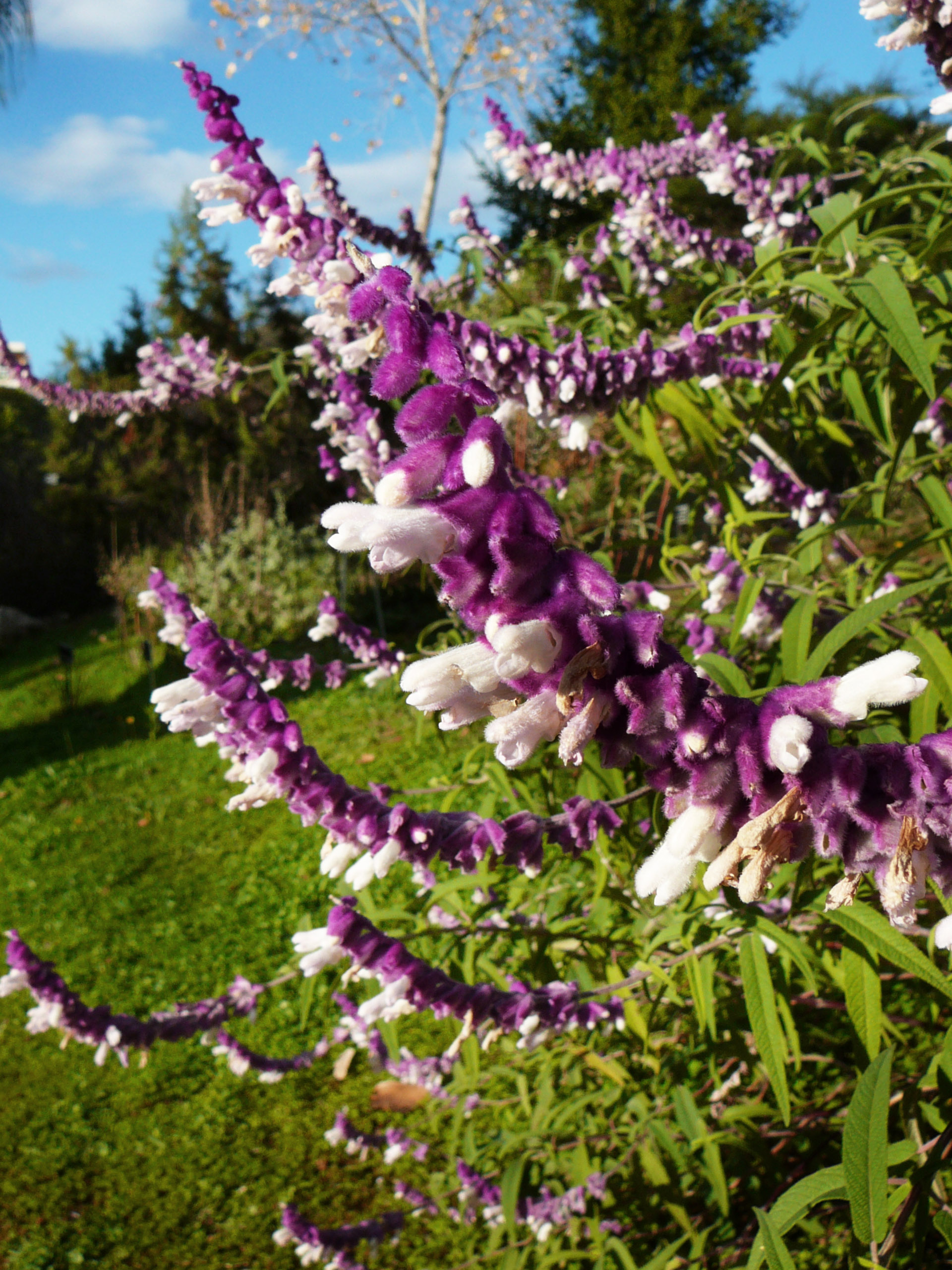
Salvia leucantha, Mexique.